# Évangéliaire de Poussay
L'Évangéliaire dit de Poussay est un manuscrit enluminé contenant les évangiles, réalisé à l'abbaye de Reichenau en Allemagne vers 980 et envoyé à l'abbaye de Poussay dès le XIe siècle. Il est actuellement conservé à la Bibliothèque nationale de France.

## Historique
Le manuscrit a été écrit et peint vers 980 au sein du scriptorium de l'abbaye de Reichenau dans le Sud de l'Allemagne. Il est donné par Bertholde de Toul, évêque nommé par l'empereur Otton III à une abbaye de bénédictines de Poussay qu'il a lui-même fondée vers 1018 dans l'actuel département des Vosges. Dans le second quart du XIe siècle, le pape Léon IX fait don à l'abbaye d'une nouvelle reliure incluant une  plaque d'ivoire gravée d'origine byzantine.
Après la fermeture de l'abbaye, le manuscrit entre dans les collections de la bibliothèque municipale de Mirecourt. Après avoir été dérobé puis retrouvé, il est vendu à la Bibliothèque nationale le 3 octobre 1844 pour le prix de 3 000 francs 50 centimes payés en livres.
En 2003, le manuscrit est inscrit au registre de la Mémoire du monde par l'UNESCO avec neuf autres manuscrits produits à Reichenau à l'époque ottonienne.

## Description
Le manuscrit contient treize miniatures pleine page : une double page représentant un ecclésiastique non identifié offrant le manuscrit au Christ, ainsi que les quatre portraits des évangélistes et sept scènes du Nouveau Testament. On y trouve par ailleurs 16 feuillets décorés de lettrines ornées.
La reliure est composée de deux plaques d'or ornées de pierres précieuses : la première de couverture contient une plaque d'ivoire représentant une Vierge à l'Enfant, encadrée par quatre figures au repoussé représentant le Christ trônant, saints Pierre et André et sainte Menne. La quatrième de couverture est décorée de métal au repoussé représentant le Christ terrassant un fauve et un serpent.